# Awdet
Awdet – gazeta społeczno-polityczna i kulturalna wydawana w języku krymskotatarskim i rosyjskim na Krymie przez Tatarów krymskich.

## Historia
Pomysł wydawania gazety mieli jeszcze w 1981 roku członkowie grupy inicjatywnej im. Musy Mamuta. Gdy ze swoim pomysłem na jednym z zebrań Mustafę Dżmilewa, nie tylko spodobał mu się pomysł, ale zaproponował też tytuł pisma Awdet co po tatarsku znaczy Powrót. Nie udało się jednak w tamtym wydać pisma. Grupa w latach 1983–1986.wydawala Biuletyn informacyjny grupy inicjatywnej imienia Musy Mamuta.
W 1990 roku pismo noszące tytuł Awdet zaczęła wydawać Organizacja Krymskotatarskiego Ruchu Narodowego. Pierwszy numer ukazał się 15 lipca 1990 roku. W październiku 2009 powstała strona internetowa pisma. Została ona zablokowana w 2016 roku i redakcja musiała stworzyć nową.
Redakcja pisma mieści się w Symferopolu. Początkowo na ulicy Żydkowa 40, potem do 2014 roku w budynku Fundacji Krym przy ulicy Szmidta 2. Po 2014 roku pismo nie ma swojej siedziby. Od listopada 2021 roku musiano zawiesić druk gazety ograniczając się do publikacji na stronie internetowej gazety.

## Nakład
Pierwszy numer w nakładzie 10 tys. egzemplarzy został wydrukowany w półlegalnej drukarni w Rydze. Pismo ukazywało się w nakładzie około 5 tysięcy egzemplarzy. Po aneksji Krymu nie zostało zarejestrowane i nakład musiano zmniejszyć do 999 egzemplarzy. Zgodnie z art. 12 ustawy Federacji Rosyjskiej czasopisma o nakładzie poniżej tysiąca egzemplarzy mogą być wydawane bez rejestracji. Pismo nie mogło być rozprowadzane oficjalnie. Było wydawane w języku krymskotatarskim i rosyjskim. 

## Treść
W 2005 roku utworzono dział Untuma, w którym publikowano wspomnienia o deportacji Tatarów Krymskich wspierając w ten sposób ogólnonarodowa akcję zbierania świadectw deportacji. Pismo publikując na okładkach tatarskie rodziny wielodzietne wspiera akcję Dört bizni qurtaracaq zapobiegania zmniejszania się liczebności Tatarów Krymskich. Zakłada ona, że jeśli w ciągu piętnastu lat 30-procent młodych rodzin będzie miało po czworo dzieci uda się ten proces zatrzymać.

## Redaktorzy naczelni
- 1990–1997 Rustem Dżelilow[1]
- 1997–2003 nie było redaktora naczelnego[1]
- 2003 (od kwietnia) – 24 (do marca) Enwer Ibragimow[1]
- 2007 ( od grudnia) – Szewket Kajbułłajew[1]